# Pico dos Sete Pés

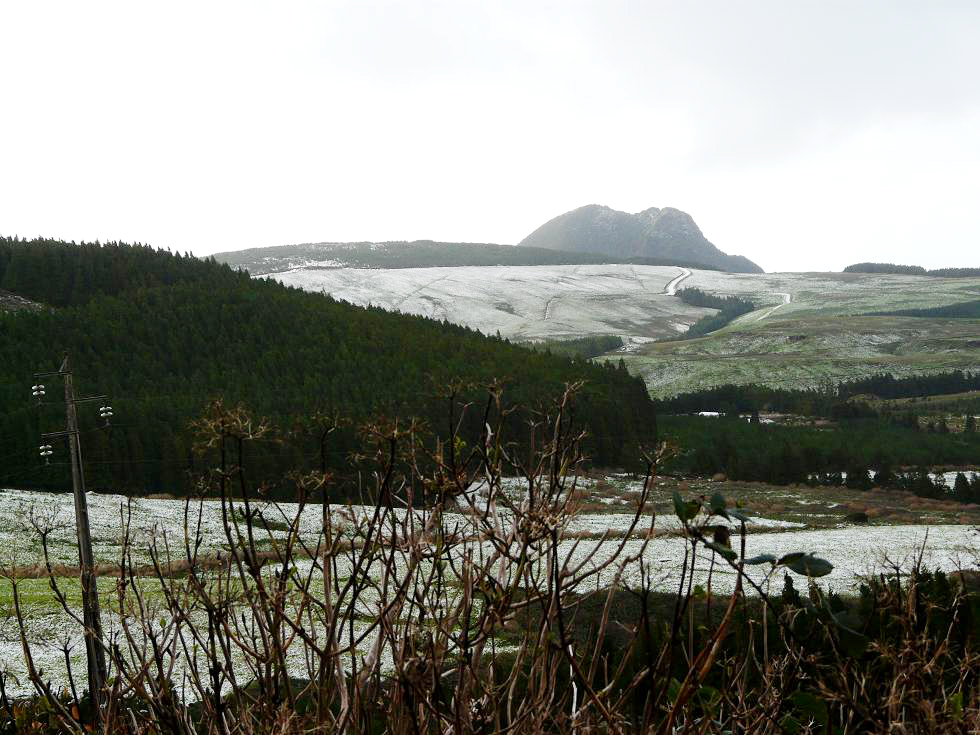
Pico dos Sete Pés, comberto de neve.

O Pico dos Sete Pés é uma elevação portuguesa localizada no concelho de Santa Cruz das Flores, ilha das Flores, arquipélago dos Açores.
Este acidente geológico tem o seu ponto mais elevado a 849 metros de altitude acima do nível do mar. Próximo a esta formação encontra-se a Lagoa Branca, a Lagoa Seca, o Pico do Morro Alto, e a Testa da Igreja.